# Armando Méndez San Martín
Armando Méndez San Martín (Buenos Aires, 29 de marzo de 1902 - San Pablo, 4 de abril de 1958) fue un médico y político argentino que ejerció como ministro de Educación de su país entre 1950 y 1955 bajo la presidencia de Juan Domingo Perón.

## Biografía
Hijo de Manuel Méndez y Eugenia de San Martín, estudió en la Facultad de Medicina de la Universidad de Buenos Aires, de la que egresó en 1932. Fue docente en la misma facultad.
Adhirió al peronismo desde su formación, y el 6 de septiembre de 1946 fue nombrado interventor en la Sociedad de Beneficencia. Cuando, en 1948, esta se transformó en la Dirección de Asistencia Social, dependiente de la Secretaría de Trabajo y Previsión, fue su primer director. Eso lo acercó a la Fundación Eva Perón, que al ser formalmente fundada, el 8 de julio de 1948, lo tuvo como su primer director general. Su contacto directo con la primera dama, Eva Perón, le permitió ascender rápidamente en su carrera política, y en 1949 fue parte de la Convención Constituyente nacional.
El 21 de junio de 1950 fue nombrado ministro de Educación de la Nación. Si bien ya se habían comenzado a utilizar, bajo su ministerio se generalizaron los libros de texto que adoctrinaban a los estudiantes en la doctrina peronista y la lealtad a Perón y Evita, incluso desde los primeros años. Tras la muerte de Eva Perón, promovió una ley por la que se establecía a La razón de mi vida —una autobiografía política de la primera dama— como libro de texto obligatorio en todos los niveles de la enseñanza.
Pretendiendo extender el sistema de organización política del peronismo a la educación universitaria y la secundaria, fundó en 1951 la Confederación General Universitaria, que compitió sin demasiado éxito a la Federación Universitaria Argentina. En 1953 fundó la Unión de Estudiantes Secundarios (UES), con dos ramas: masculina y femenina, que contaban con centros de actividades y campos de deportes; el de las chicas incluía instalaciones de la Residencia presidencial de Olivos.
Decidido a centralizar toda la educación en el gobierno central, en 1954 promovió la ley 14.297, que ponía las universidades nacionales directamente en dependencia de su ministerio. Esto terminó de enfurecer a la oposición estudiantil, que había hecho de la autonomía universitaria obtenida a partir de la Reforma Universitaria de 1918 una de sus banderas políticas más preciadas.
En agosto de 1954 ejerció también como ministro interino de Transportes de la Nación.
Los rumores sobre las relaciones entre Perón y una de las estudiantes de la UES, Nelly Rivas, y la fundación del Partido Demócrata Cristiano en 1954 generaron un enfrentamiento larvado entre parte de la Iglesia católica y el peronismo; el ministro Méndez San Martín, en su particular forma de comunicarse con el presidente —que ha sido calificada de muy obsecuente— azuzó el descontento del presidente Perón, que inició una serie de enfrentamientos menores a partir del discurso del 17 de octubre de ese año. La intolerancia de ambos bandos llevó a un enfrentamiento directo; varias fuentes afirman que Méndez San Martín y otros ministros anticlericales, como Ángel Borlenghi, convencieron a Perón de escalar el conflicto, que incluyó la pérdida de muchos privilegios y concesiones que el Estado había otorgado históricamente a la Iglesia, como la prohibición del divorcio, el uso de los espacios públicos para ceremonias religiosas, la educación religiosa en las escuelas —al parecer, lo que más molestaba al ministro de Educación— y la lucha contra la prostitución. Méndez San Martín fue uno de los autores de las leyes que suprimían la dirección de educación privada y la que restablecía los prostíbulos.
El enfrentamiento con la Iglesia católica fue aprovechado por todos los sectores opositores, y fue una de las causas del bombardeo de Plaza de Mayo de junio de 1955. El criminal atentado convenció a Perón de la necesidad de hacer cambios profundos en su gobierno, entre los cuales estuvo el reemplazo de varios ministros, entre ellos Méndez San Martín, que dejó su cargo el 29 de junio de 1955. No obstante estos cambios, Perón sería derrocado en septiembre del mismo año.
Tras pasar algunos meses en prisión, debió exiliarse en diferentes embajadas para posteriormente poder salir del país. Durante el exilio de Perón en Venezuela fue uno de sus numerosos visitantes.
Falleció en San Pablo en 1958, casi en la indigencia.